# Miss Universo Sri Lanka
Miss Universo Sri Lanka (en cingalés: ශ්‍රී ලංකා විශ්ව රූ රැජිණ; en inglés: Miss Universe Sri Lanka) es un concurso de belleza nacional en Sri Lanka. Se encarga de seleccionar a la representante del país para el concurso Miss Universo.

## Ganadoras
: Declarada como ganadora
     : Terminó como finalista
     : Terminó como una de las semifinalistas o cuartofinalistas
     : Terminó como ganadora de premios especiales
| Año                           | Miss Universo Sri Lanka        | Posición en Miss Universo | Premios especiales | Notas       |             |
| ----------------------------- | ------------------------------ | ------------------------- | ------------------ | ----------- | ----------- |
| 2025                          | Lihasha Lindsay-White          | Por competir              | Por competir       |             |             |
| 2024                          | Melloney Dassanayake           | No clasificó              |                    |             |             |
| No compitió entre 2019 y 2023 |                                |                           |                    |             |             |
| 2018                          | Ornella Gunesekere             | No clasificó              | - Miss Simpatía    |             |             |
| 2017                          | Christina Peiris               | Top 16                    |                    |             |             |
| 2016                          | Jayathi De Silva               | No clasificó              |                    |             |             |
| 2015                          | No compitió                    | No compitió               | No compitió        | No compitió | No compitió |
| 2014                          | Avanti Marianne                | No clasificó              |                    |             |             |
| 2013                          | Amanda Ratnayake               | No clasificó              |                    |             |             |
| 2012                          | Sabrina Herft                  | No clasificó              |                    |             |             |
| 2011                          | Stephanie Siriwardhana         | No clasificó              |                    |             |             |
| 2010                          | Ishanka Madurasinghe           | No clasificó              |                    |             |             |
| 2009                          | Faith Landers                  | No compitió               | No compitió        |             |             |
| 2008                          | Aruni Madusha Rajapakse        | No clasificó              |                    |             |             |
| 2007                          | No compitió                    | No compitió               | No compitió        | No compitió |             |
| 2006                          | Jacqueline Fernandez           | No clasificó              |                    |             |             |
| 2005                          | Rozanne Diasz                  | No clasificó              |                    |             |             |
| No compitió entre 1997 y 2004 |                                |                           |                    |             |             |
| 1996                          | Shivanthini Dharmasiri         | No clasificó              |                    |             |             |
| 1995                          | Shivani Vasagam                | No clasificó              |                    |             |             |
| 1994                          | Nushara Fernando               | No clasificó              |                    |             |             |
| 1993                          | Chamila Wickramesinghe         | No clasificó              |                    |             |             |
| 1992                          | Hiranthi Devapriya             | No clasificó              |                    |             |             |
| 1991                          | Diloka Seneviratne             | No clasificó              |                    |             |             |
| 1990                          | Roshani Aluwihare              | No clasificó              |                    |             |             |
| 1989                          | Veronica Ruston                | No clasificó              |                    |             |             |
| 1988                          | Deepthi Alles                  | No clasificó              |                    |             |             |
| 1987                          | Nandaine Wijiegooneratna       | No clasificó              |                    |             |             |
| 1986                          | Indra Kumari                   | No clasificó              |                    |             |             |
| 1985                          | Ramani Liz Bartholomeusz       | No clasificó              |                    |             |             |
| 1984                          | No compitió                    | No compitió               | No compitió        | No compitió |             |
| 1983                          | Shyama Fernando                | No clasificó              |                    |             |             |
| 1982                          | Ann Monica Tradigo             | No clasificó              |                    |             |             |
| 1981                          | Renuka Jesudhason              | No clasificó              |                    |             |             |
| 1980                          | Hyacinth Kurukulasuriya        | No clasificó              |                    |             |             |
| 1979                          | Vidyahari Vanigasooriyar       | No clasificó              |                    |             |             |
| 1978                          | Dilrukshi Wimalasoonya         | No clasificó              |                    |             |             |
| 1977                          | Sobodhini Nagesan              | No clasificó              |                    |             |             |
| 1976                          | Genevieve Bernedette Parsons   | No clasificó              |                    |             |             |
| 1975                          | Shyama Hiramya Algama          | No clasificó              |                    |             |             |
| 1974                          | Melani Irene Wijendra          | No clasificó              |                    |             |             |
| 1973                          | Shiranthi Wickremesinghe       | No clasificó              |                    |             |             |
| 1972                          | No compitió                    | No compitió               | No compitió        | No compitió |             |
| 1971                          | Gail Abayasinghe               | No clasificó              |                    |             |             |
| 1970                          | Yolanda Shahzadi Ahlip         | No clasificó              |                    |             |             |
| 1969                          | Marlene Beverly Seneveratne    | No clasificó              |                    |             |             |
| 1968                          | Sheila Jayatilleke             | No clasificó              |                    |             |             |
| 1967                          | No compitió                    | No compitió               | No compitió        | No compitió |             |
| 1966                          | Lorraine Roosmalecocq          | No clasificó              |                    |             |             |
| 1965                          | Shirlene Minerva de Silva      | No clasificó              |                    |             |             |
| 1964                          | Dona Annette Felicia Kulatunga | No clasificó              |                    |             |             |
| 1963                          | Manel de Silva                 | No clasificó              |                    |             |             |
| 1962                          | Yvonne D'Rozario               | No clasificó              |                    |             |             |
| 1961                          | Ranjini Nilani Jayatilleke     | No clasificó              |                    |             |             |
| No compitió entre 1958 y 1960 |                                |                           |                    |             |             |
| 1957                          | Camellia Perera                | No clasificó              |                    |             |             |
| 1956                          | No compitió                    | No compitió               | No compitió        | No compitió |             |
| 1955                          | Maureen Hingert                | Segunda finalista         |                    |             |             |